# Lexii Alijai
Lexii Alijai, pseudonimo di Alexis Alijai Lynch (Saint Paul, 19 febbraio 1998 – Minneapolis, 1º gennaio 2020), è stata una rapper statunitense.

## Biografia
Nacque a Saint Paul, in Minnesota, il 19 febbraio 1998. Era la nipote del musicista Roger Troutman, fondatore del gruppo musicale Zapp. Anche il padre Roger Lynch era un musicista.

### Carriera
Lexii Alijai intraprese la carriera musicale, iniziando a rappare su ritmi di alcune canzoni popolari di artisti come Dej Loaf, 2Pac e Drake.
Nel 2014, pubblicò il suo primo mixtape, Super Sweet 16s, al suo sedicesimo compleanno. Collaborò poi con Rocky Diamonds in un extended play, intitolato 3 Days. Un secondo mixtape, In the Meantime, venne pubblicato pochi mesi dopo e successivamente il suo terzo, Feel Less, nell'ottobre seguente.
L'anno dopo, lei e il rapper Shaun Sloan collaborarono per un mixtape intitolato Same Struggle. Different Story. Lexii diventò amica di Kehlani l'estate prima dell'uscita del debutto di quest'ultima, You Should Be Here (2015), facendo quindi crescere l'attenzione dei media per Lexii. Il suo progetto seguente, Joseph’s Coat, venne pubblicato alla fine del 2015 con Elle Varner. Nel 2016 si esibì al Soundset Music Festival,  aprendo i concerti di Playboi Carti, Lil Uzi Vert e Rich the Kid. Poi pubblicò un remix di "Exchange" di Bryson Tiller e "Cold Hearted" di Meek Mill.
Nel 2017 lanciò un remix di "Redbone" di Childish Gambino e "Me, Myself and I" di Beyoncé. L'8 settembre, Lexii Alijai pubblicò il suo primo album di debutto, Growing Pains.

### Morte
Lexii Alijai morì a Minneapolis il 1º gennaio 2020, all'età di 21 anni. Un esame tossicologico rivelò che l'artista assunse un miscuglio, risultato poi esiziale, di fentanile ed etanolo.

## Discografia

### Album in studio
- 2017 – Growing Pains

### Mixtape[11]
- 2014 – Super Swwet 16s
- 2014 – In the Meantime
- 2014 – Feel Less
- 2015 – Joseph's Coat